# 니옴 니옴 알로이스
니옴 니옴 알로이스(프랑스어: Nyom Nyom Aloys, 1984년 7월 13일 ~ )는 토니(Tony)라는 별칭을 가진 카메룬의 전 축구 선수로, 포지션은 스트라이커이었다. 2015 시즌 대한민국 K리그 챌린지의 고양 HiFC에서 활약한 바 있다. K리그 등록명은 뇸뇸이었다. 현재 축구 에이전트로 활동 중이다.

## 선수 생활
니옴 니옴 알로이스는 베트남 V리그 1의 데꽁 FC와 비엣텔 FC에서 활약하였다.
2015년 뱅상 보수는 대한민국 K리그 챌린지의 고양 HiFC로 이적하였다. 토고 대표 출신 뱅상 보수와 함께 이적하였고, 등번호는 29번을 부여받았으며, 뇸뇸라는 이름으로 등록되었다. 그러나 니옴 니옴 알로이스는 프리시즌 전지훈련에서 부상을 당했고, 회복 속도가 더디어 1경기도 뛰지 못한 채, 5월 구단과의 계약이 해지되었다.

## 에이전트 생활
니옴 니옴 알로이스는 고양 자이크로를 떠난 이후, 선수 생활을 은퇴하고 에이전시의 길로 접어들었다. 2016년 덴마크의 VIA 대학교에 입학하였다.